# 오토 잔더
오토 잔더(독일어: Otto Sander, 1941년 6월 30일~ 2013년 9월 12일)는 독일의 배우, 성우이다.

## 어린 시절
하노버에서 태어났다. 두 명의 형제(변호사 아돌프, 과학자 크리스)와 한 명의 자매(서적상 마리안)가 있었다. 유년 시절 카셀에서 성장했으며, 1961년 프리드리히김나지움을 졸업하였다. 졸업 후 1961년부터 1962년까지 독일 해군에서 병역을 수행했다.

## 활동
1990년 제40회 베를린 국제영화제의 심사위원이 되었다.

## 개인사
1971년 여배우 모니카 한젠과 결혼했다. 
2013년 9월 12일 베를린에서 72세의 나이로 사망했다. 사인은 명확하지 않지만, 수 년 동안 암으로 투병 생활을 보냈다.

## 출연 작품
주연
- 플라이 어웨이, 2012
- 멀고도 가까운, 1993 - 카시엘 역
- 팔레르모 오어 울프스부르그, 1980 - 그다드산발트 역
- 팬텀, 1979

출연
- 롤란트 클릭: 더 하트 이즈 어 헝그리 헌터, 2013 - 본인 역
- 크라바트, 2008 - 내레이션 (목소리) 역
- 사스, 2001
- 코메디언 하모니스트, 1997
- 킬러 콘돔, 1996
- 뤼미에르와 친구들, 1995
- 무비 데이즈, 1994
- 베를린 천사의 시, 1987 - 카시엘 역
- 로자 룩셈부르크, 1986
- 특전 U보트, 1981 - 필립 톰슨 역
- 아이 원트 유, 1980
- O 후작 부인, 1976